# Johanna Bassani
Pour les articles homonymes, voir Bassani.
Johanna Bassani, née le 25 avril 2002 à Attnang-Puchheim et morte le 5 mai 2020, est une coureuse autrichienne du combiné nordique.

## Biographie
Johanna Bassani naît le 25 avril 2002.
Elle débute à l'UVB Hinzenbach, remporte le championnat de ski de sa ville natale, Attnang-Puchheim, à l'âge de douze ans. Bien qu'elle fait également de l'athlétisme dans sa jeunesse, elle ne commence le saut à ski qu'en 2016 à Eisenerz, selon son entraîneur Bernhard Aicher. Elle fait ses débuts internationaux aux Jeux de ski nordique de l'OPA 2018 à Planica, où elle termine sixième dans la compétition individuelle et remporte une médaille de bronze avec l'équipe autrichienne. Dans les années qui suivent, elle participe régulièrement aux compétitions de la Coupe des Alpes de saut à ski et de combiné nordique. Une fois de plus, elle participe aux Jeux nordiques de l'OPA 2019 à Kandersteg, où elle  prend la troisième place par équipes.
Lors de ses débuts au Grand Prix d'été 2019, à Klingenthal, Bassani termine 18e et obtient ainsi ses premiers points dès sa première course. Quelques semaines plus tard, elle monte sur le podium en Coupe OPA pour la première fois à Predazzo. En octobre, Bassani remporte la médaille d'argent derrière Lisa Hirner lors des premiers championnats nationaux autrichiens de combiné nordique. En hiver, elle se concentre sur les Jeux olympiques de la jeunesse d'hiver de 2020 à Lausanne. Après avoir terminé huitième dans l'épreuve individuelle de Gundersen, Bassani fait partie de l'équipe mixte nordique autrichienne, qui est une discipline transversale. Avec ses coéquipiers, elle remporte la médaille d'argent, pour laquelle le maire de sa ville natale la félicite personnellement. Lors de ses débuts à la Coupe continentale à Eisenerz, environ un mois plus tard, elle termine onzième au départ de masse avec un grand nombre de participants. Le lendemain, elle marque également des points. Elle est nommée dans l'équipe autrichienne pour les championnats du monde juniors de ski nordique 2020 à Oberwiesenthal.
En dehors du sport, Bassani suit un apprentissage d'ingénieure conceptrice au Centre de formation nordique d'Eisenerz.
Johanna Bassani meurt de manière totalement inattendue le 5 mai 2020, quelques jours après son 18e anniversaire. Les enquêtes privilégient l'hypothèse du suicide, probablement en raison de la très forte pression exercée sur sa carrière,.

## Résultats

### Coupe continentale
| Année     | Classement général final |
| 2019-2020 | 18e                      |

### Grand Prix d'été
| Année | Classement général final |
| 2019  | 25e                      |

### Championnats du monde junior
| Épreuve / Édition | Épreuve / Édition | Oberwiesenthal 2020 |
| Gundersen (5 km)  | Gundersen (5 km)  | 15e                 |

### Autres
En janvier 2020, elle participe aux Jeux olympiques de la jeunesse d'hiver où elle remporte une médaille d'argent par équipes. Chez les juniors, elle signe deux podiums aux Jeux nordiques de l'OPA (une médaille en 2018 et une en 2019).